# Il mondo silenzioso
Il mondo silenzioso (titolo originale The Silent World) è un'autobiografia dell'oceanografo e documentarista francese Jacques-Yves Cousteau e del suo compagno di immersioni Frédéric Dumas, uscito nel 1953 nell'edizione originale in inglese, in Italia nel 1954 edito da  Bompiani. 

## Trama
Nel libro il famoso oceanografo e divulgatore racconta le sue prime esperienze di esploratore degli abissi, dalla prima volta in cui indossò un paio di occhiali da sub, giovane artigliere di marina, all'incontro con il più esperto Frédéric Dumas, compagno da allora inseparabile nelle prime avventurose sperimentazioni dei nuovi strumenti che permettevano ai primi pionieri delle immersioni di entrare in un mondo allora quasi sconosciuto. Assieme al tenente Philippe Tailliez, formeranno un gruppo che nemmeno l'arrivo della seconda guerra mondiale riesce a fermare, trasformando però le loro incursioni sottomarine, da semplici imprese di dilettanti entusiasti, a lavoro di ricerca in incognito per conto del Servizio informazioni della Marina. Durante il periodo dell'occupazione militare, grazie ad un'idea di Cousteau, perfezionata dall'ingegnere Émile Gagnan nasce così il primo apparecchio respiratore ad aria dotato di erogatore in grado di superare i limiti imposti dai precedenti strumenti, goffi e pericolosi, aumentando di molto le possibilità di esplorazione umana del mondo acquatico. Contemporaneamente il gruppo sperimenta anche i primi apparecchi stagni per le riprese, allo scopo di documentare le capacità offerte dal nuovo sistema, impegnandosi nello studiarne i limiti. Con il procedere delle immersioni, sempre più in profondità e spingendosi anche negli angusti recessi dei relitti, compaiono però i primi segni di pericolo, sotto forma dell'infida ebbrezza da profondità, e della ancor più temibile embolia gassosa. Finita la guerra, il gruppo si amplia in uomini e mezzi grazie al sostegno della Marina, che decide di affidare al nuovo corpo di uomini-rana alcuni compiti di ricerca e supporto, a cominciare da quelli urgenti per la messa in sicurezza delle acque costiere. L'esplorazione della celebre fonte di Valchiusa si rivela un'impresa molto insidiosa, complice anche un grave inconveniente tecnico, mentre meno problemi, ma poche soddisfazioni, verranno dalla caccia ai favolosi tesori di alcuni relitti. Nel corso di alcuni test in profondità il mare riscuote purtroppo il suo prezzo, prendendosi la vita di uno dei componenti del gruppo, spintosi troppo oltre i limiti. L'anno dopo (1948) il gruppo al completo viene inviato a supporto dei primi tentativi di discesa in profondità del professor Auguste Piccard in batiscafo, tentativo dall'esito abbastanza deludente. Miglior esito hanno le ricerche della foca monaca nel Mediterraneo, che fanno guadagnare al gruppo una mascotte che però si rivelerà eccessivamente ingorda. Così come si rivelano molto lontani dalle descrizioni terrificanti della letteratura gran parte degli abitatori del mare che i subacquei incontrano abitualmente, polpi, razze, mante, murene, rivelandosi sempre molto meno pericolosi di ricci e meduse. Persino i temuti squali si rivelano meno spaventosi del previsto, tranne in un'occasione, sufficiente a incutere il rispetto che merita una simile macchina da preda evolutasi in milioni di anni. Per dominare un mondo in cui regna il silenzio e poca luce, dove gli esseri umani possono entrare solo come ospiti temporanei, e che probabilmente in futuro dovranno imparare a conoscere molto meglio.

## Edizioni
- Jacques-Yves Cousteau, Il mondo silenzioso, traduzione di Giovanni Fletzer, 1ª ed., Arnoldo Mondadori Editore, 1971.